# Arius arenarius
Arius arenarius es una especie de pez de la familia Ariidae en el orden Siluriformes.

## Morfología
Los machos pueden llegar alcanzar los 29 cm de longitud total.

## Distribución geográfica
Se encuentra en Taiwán y al sur de la China.